# Quận Iowa, Wisconsin
Quận Iowa là một quận nằm ở tiểu bang Wisconsin, Hoa Kỳ. Đến thời điểm năm 2000, dân số quận này là 22.780 người. Quận lỵ và thành phố lớn nhất của nó là Dodgeville6.
Iowa quận là một phần của khu vực thống kê đô thị Madison.

## Địa lý
Theo Cục điều tra dân số Hoa Kỳ, quận có tổng diện tích 768 dặm vuông (1.989 km ²), trong đó, 763 dặm vuông (1.975 km ²) là đất và 5 dặm vuông (14 km ²) của nó (0,70%) là diện tích mặt nước.